# Franjo Giller
Franjo Giller (Srijemska Mitrovica, 1. rujna 1907. – Vršac, 20. prosinca 1943.), nogometaš i jugoslavenski reprezentativac. Brz i prodoran s preciznim nabacivanjima. Jedan od najboljih lijevih krila na ovim prostorima.

## Nogometna karijera
Nogomet je započeo igrati sa 17 godina u Građanskom iz Srijemske Mitrovice. Od 1925. godine nastupa za zagrebački Građanski s kojim je osvojio dva državna prvenstva 1926. i 1928. Nakon ozljede 1929. godine nastupa za beogradske klubove Jugoslaviju i Čukarički. Za jugoslavensku reprezentaciju prvi puta je zaigrao 30. svibnja 1926. protiv Bugarske (3:1). Ukupno je odigrao 13 reprezentaivnih utakmica, te postigao 3 pogotka. Igrao je i dva puta za B reprezentaciju. Igrao je 13 puta za beogradsku i 6 puta za zagrebačku reprezentaciju. S obje reprezentacije osvojio je Kup JNS-a (1926. i 1927. godine).

## Zanimljivo
Bio je prvi jugoslavenski nogometaš koji se podvrgnuo operaciji meniskusa (1931.). Tešku ozljedu zadobio je na utakmici protiv Francuske 1929. godine.

## Smrt
Kao Hrvat, njemačkog porijekla, mobiliziran je za vrijeme Drugog svjetskog rata. U pokušaju bijega na stranu partizana otkriven je i uhićen. Strijeljan je od strane njemačkih nacista 20. prosinca 1943. u Vršcu.